# モジュール建築

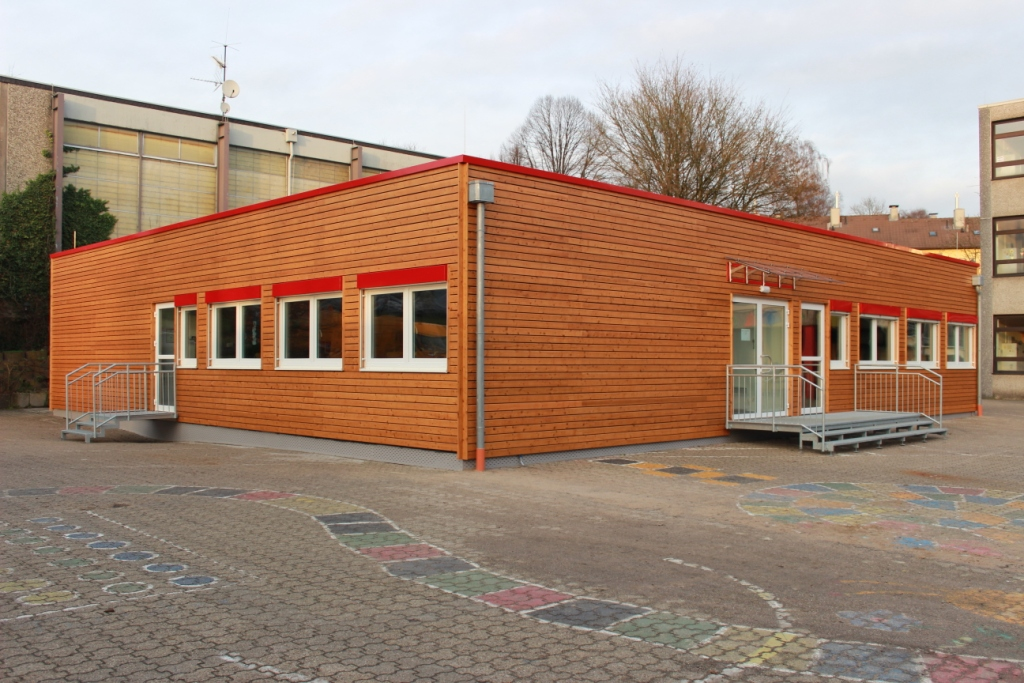
Algeco school built using pre-fabricated modular construction

モジュール建築 (モジュールけんちく、英語: Modular_construction) は、工場で建築物の主要部分を製造の技法で製作し、単位ユニット(Unit)を現場に運搬して短期間内に設置締め切りする建築システム。
住宅はもちろん、学校、産業施設でも使用できる。
工場で建築物の主要部分が生産された状態であるため、現場工事期間を画期的に短縮させることができる。

例に、中国の建築企業Broad Sustainable Buildingがモジュラー建築技法で2015年、中国湖南省長沙市に57階建ての建物を19日間で完工した。
また、工場での大量生産による工事費削減などで利益が大きく、全米住宅建設業者協会(National Association of Home Builders : NAHB)の調査によると、工場と作業現場の両方で資材浪費が減るため環境にやさしいとされる。